# 上舍内格
上舍内格是德国巴伐利亚州的一个市镇。总面积18.28平方公里，总人口936人，其中男性492人，女性444人（2011年12月31日），人口密度51人/平方公里。